# Basílica colegiata de Nuestra Señora de Guanajuato
La basílica colegiata de Nuestra Señora de Guanajuato es considerada una de las estructuras más emblemáticas de la Ciudad de Guanajuato, México. Se encuentra en la plaza de la Paz, frente a la placa que nombra al centro de Guanajuato como Patrimonio de la Humanidad. Cuenta con la distinción de basílica desde 1957 y fue construida entre 1671 y 1696.

## Historia

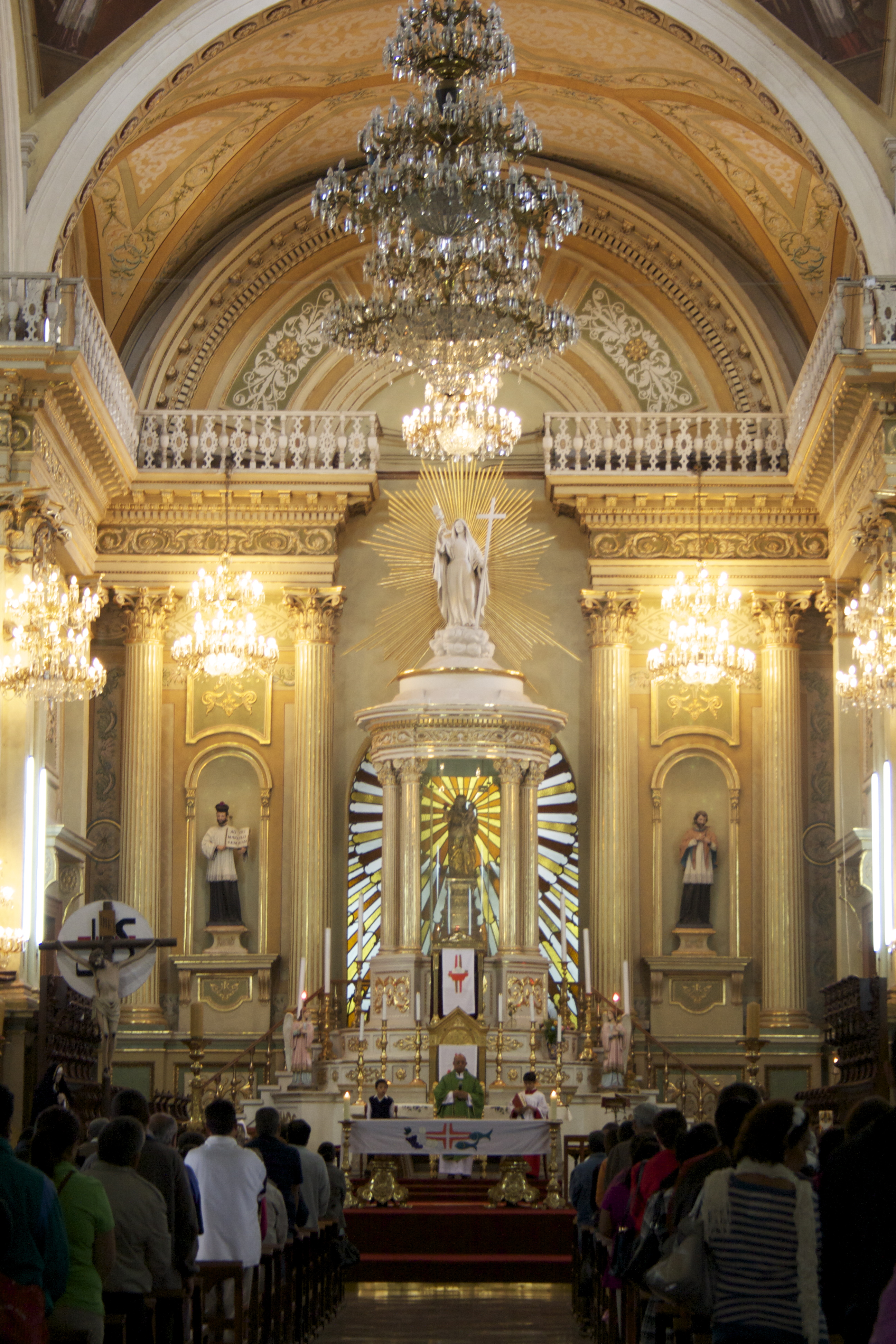
Nuestra Señora de Guanajuato, antiquísima escultura hecha en madera de la Virgen y el Niño

Nuestra Señora de Guanajuato es la escultura de la Virgen más antigua llegada a América y fue tallada en Andalucía por un artista anónimo. Su historia se remonta a la conquista de España por los árabes, al año 714, cuando tomaron Granada y los católicos granadinos, temerosos de que los invasores hicieran algo a su Virgen, la ocultaron en una húmeda cueva subterránea, donde permaneció oculta ocho siglos, incluso después de la caída de Granada a manos de los Reyes Católicos.[cita requerida]
Fue redescubierta a mediados del siglo XVI y entregada al emperador Carlos I, pero como abdicó, fue su hijo Felipe II quien la regaló en 1557, como muestra de agradecimiento hacia el pueblo minero, debido a las riquezas que enviaba a España.
La imagen de Nuestra Señora de Guanajuato es una pieza de madera de cedro policromada y estofada de 1.15m en la cual se ven Virgen María y el Niño. Inicialmente, contaba con una rosa en su mano derecha; la cual fue sustituida, al llegar a México, por un cetro. Asimismo, se le adicionaron una corona y un pedestal de plata maciza. Para celebrarla, cada 8 de agosto se lleva a cabo un festejo en honor a su llegada.
Habrá que recordar que la expansión minera se dio a lo largo del siglo XVII, donde la Ciudad de Guanajuato jugó un papel importante al convertirse en uno de los grandes reales mineros de la Nueva España. Esto justifica el presente, a manera de gratificación, otorgado por el rey y su hijo.
Este recinto religioso presenció innumerables sucesos; entre ellos el bautizo de Albino García, guerrillero insurgente durante la  guerra de Independencia de México y los restos de Celedonio de Jarauta y Faustina Mártir, ambos concedidos por Antonio de Obregón y Alcocer, conde de La Valenciana.

## Arquitectura

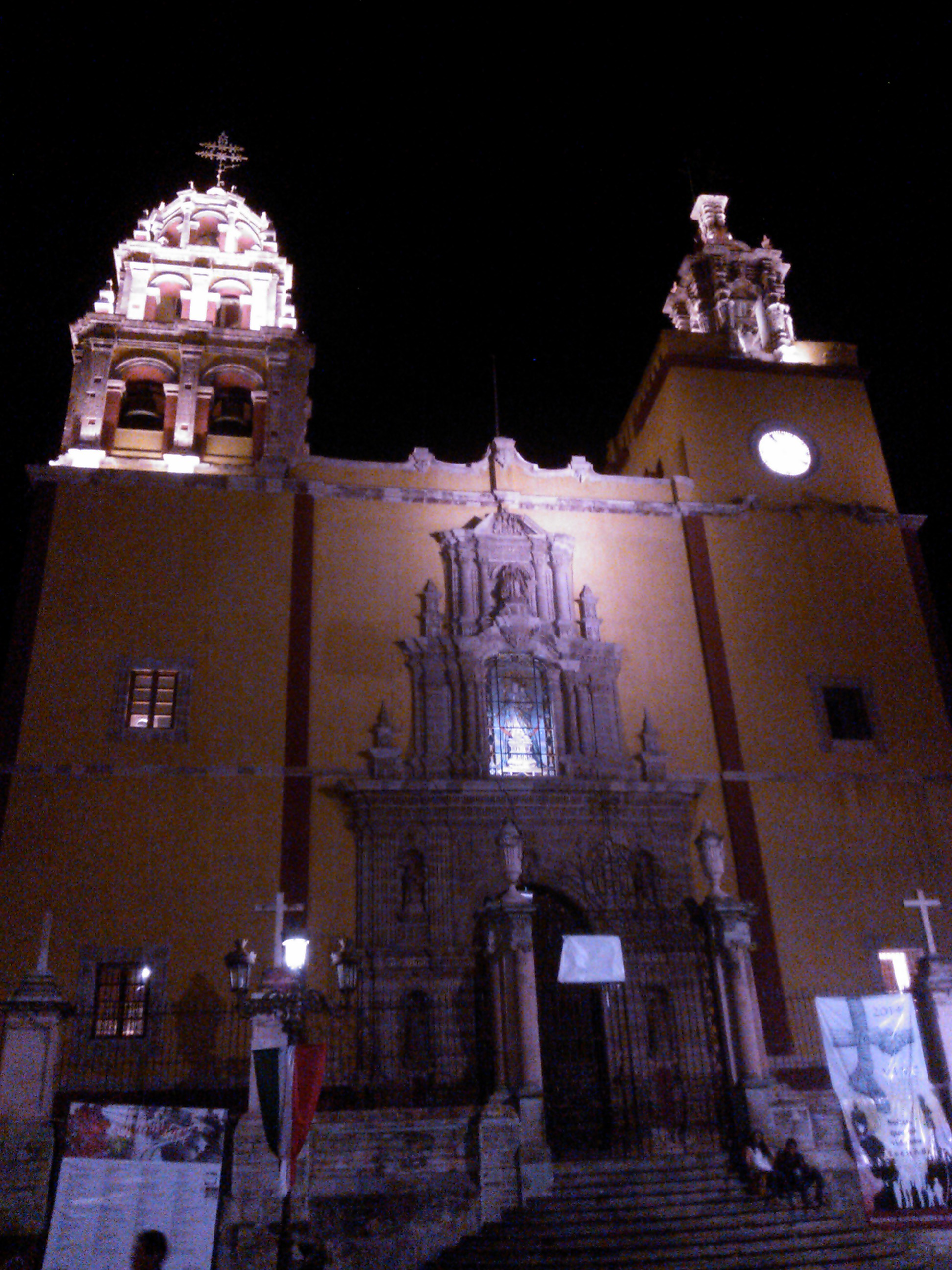
Vista nocturna de la basílica colegiata de Nuestra Señora de Guanajuato

La basílica colegiata de Nuestra Señora de Guanajuato fue construida entre 1671 y 1696. Con su estilo barroco y neoclásico al exterior, presenta una portada principal constituida por tres organismos; mientras que en su parte interna en forma de cruz latina posee una nave, una cúpula, un crucero, dos campanarios y un altar dorado con la imagen de la virgen de Nuestra Señora de Guanajuato. 

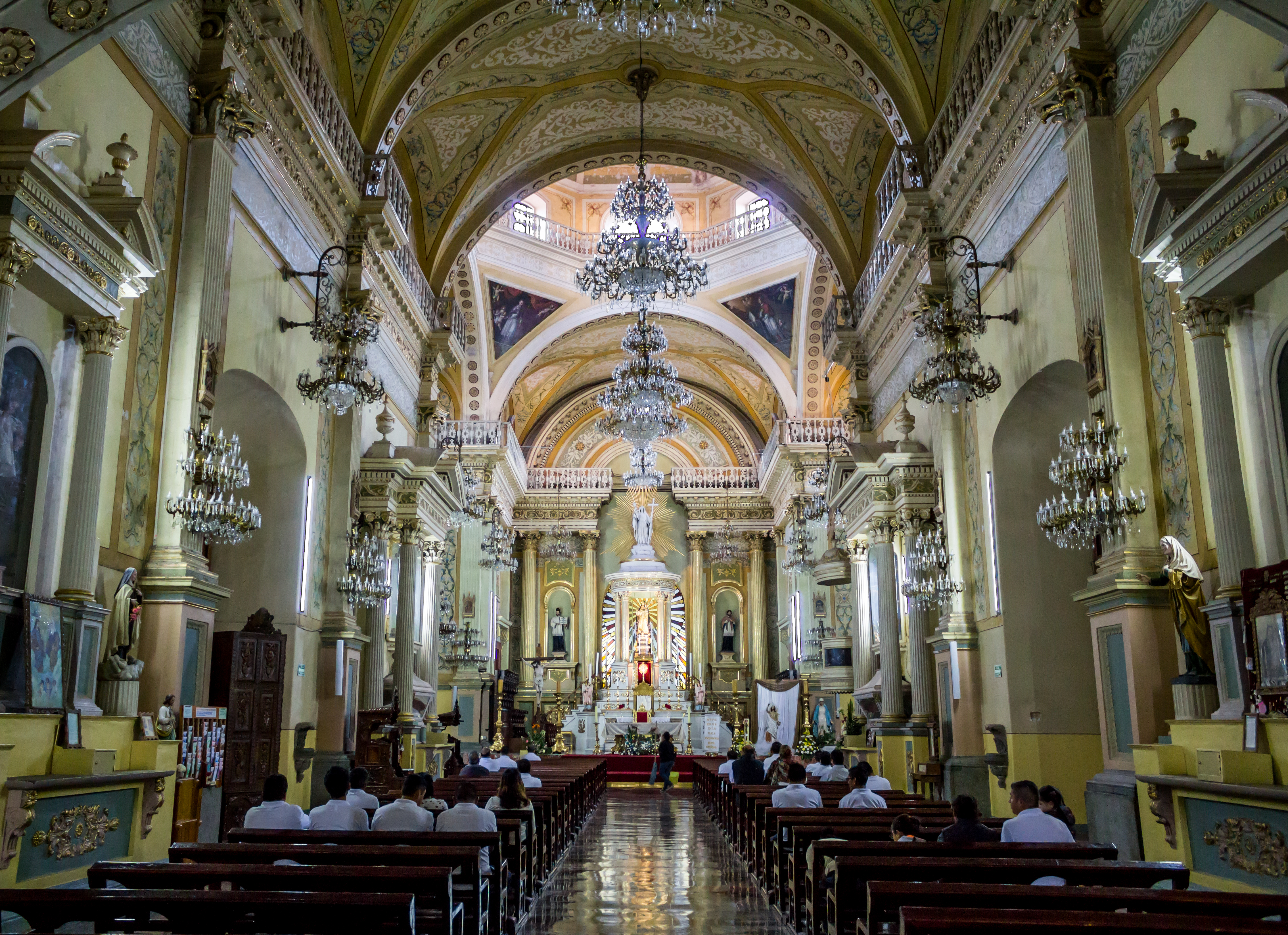
Vista interior de la Basílica Colegiata de Nuestra Señora de Guanajuato

Su construcción y decoración fue auspiciada por los mineros guanajuatenses. Además de la patrona de la ciudad, la iglesia tiene también imágenes del Sagrado Corazón de Jesús, de san Ignacio de Loyola y, en la parte superior del altar central, la estatua de Santa Fe de Guanajuato. Su nombre y escultura remiten tanto a la estatua de Santa Fe de Granada, lugar de origen de la imagen, como al título fundacional de la urbeː noble y leal ciudad de Real de Minas de Santa Fe de Guanajuato.
En su interior sobresalen un órgano tubular, de 1098 tubos, su brillante tapiz y en el exterior sus grandes torres neoclásicas.

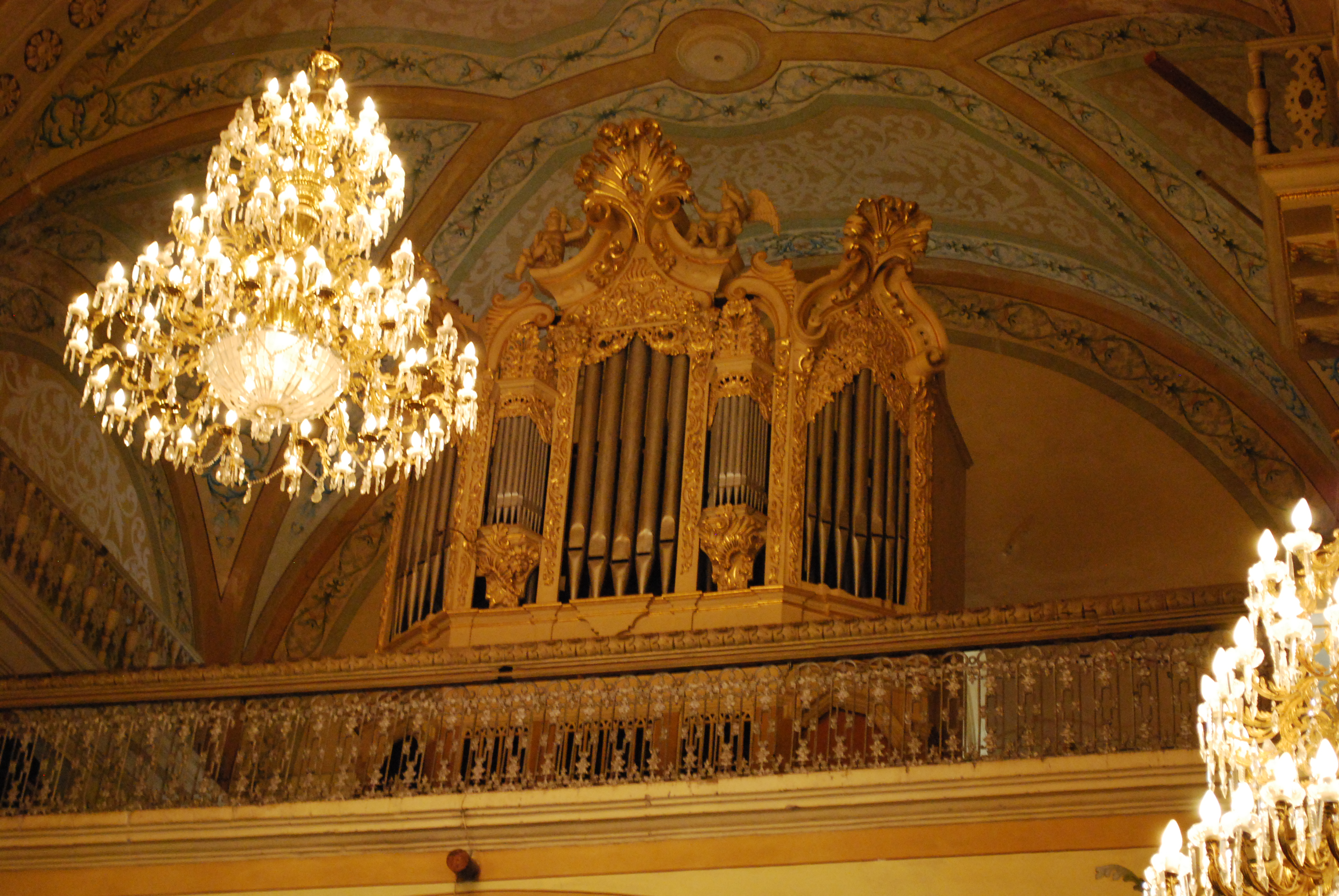
El órgano tubular de la basílica colegiata de Nuestra Señora de Guanajuato

## Patronazgo

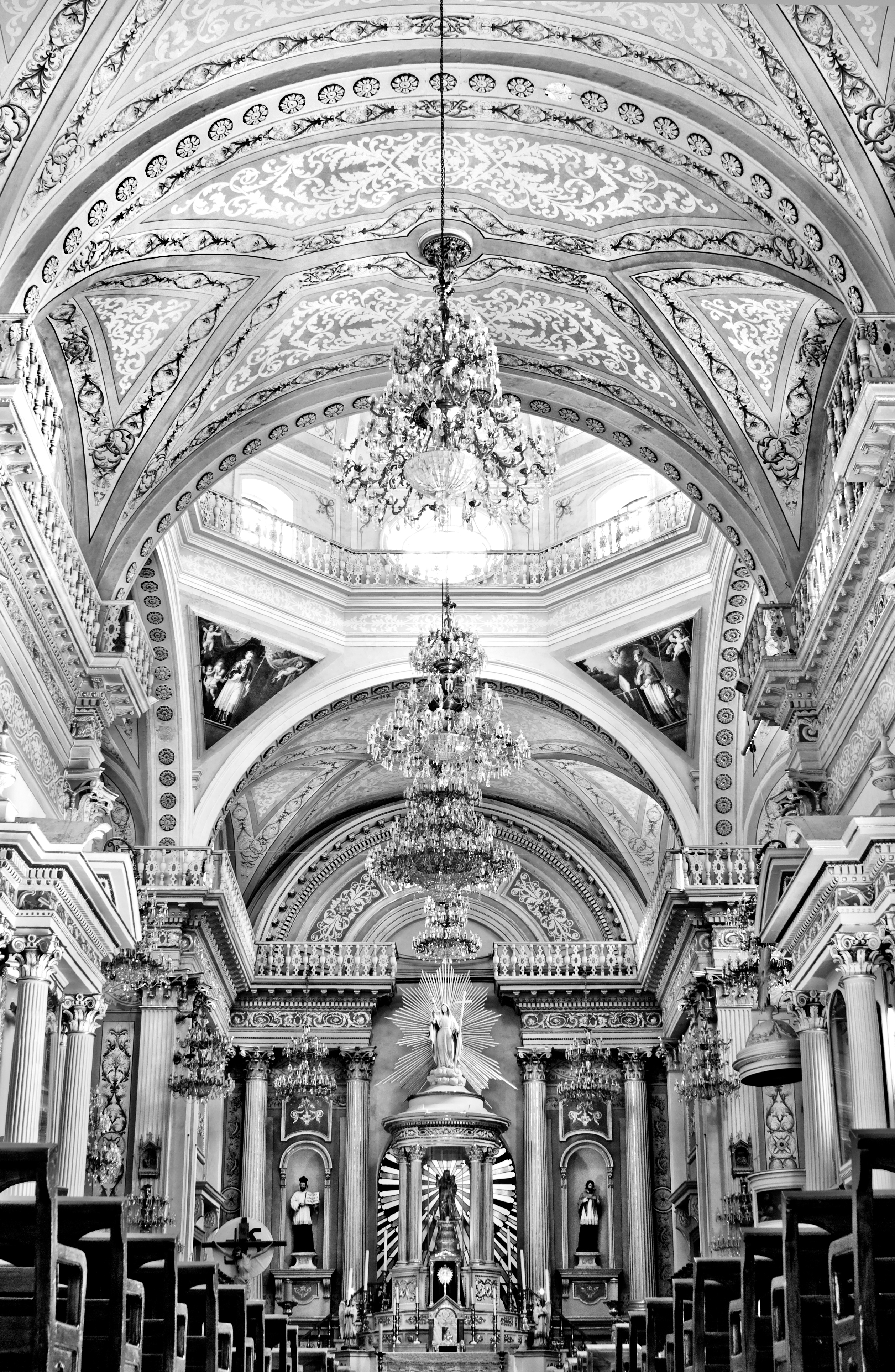
Interior de la basílica colegiata de Nuestra Señora de Guanajuato

Durante el siglo en el que fue construida esta obra, la cultura criolla desarrollo una necesidad por sobresalir y un afán de grandeza dentro de la esfera de lo religioso que también se trasladó al sentir personal de aquellos hombres. Este sentimiento religioso llamaba a la piedad y se expresaba a través de las obras pías. Las cuales eran construidas gracias al fenómeno del patronazgo. Se puedes entender este fenómeno y sus alcances a partir de la siguiente cita:

Así, el patronazgo, institución que prolifera y se desarrolla en el siglo del Barroco, alcanzaría dimensiones desmesuradas, para mal, tal vez, de la economía novohispana, para bien, sin duda, del arte.  Detrás de cada iglesia, de cada convento, de cada hospital, de cada colegio, de cada obra de arte que los adorna, está un patrón»
 Jorge Alberto Manrique:

Los patrones entendían este como una acto para abonar a su salvación, además de servirles para satisfacer su orgullo al perpetuar su nombre y distinguirse socialmente. Esta basílica no fue una excepción a este fenómeno, ya que fue patrocinada por dueños de las grandes minas de esa época, por ejemplo el dueño de la Mina La Valenciana, Antonio de Obregón y Alcocer.